# La Tupina
La Tupina, situé rue Porte de la Monnaie à proximité de la Porte de la Monnaie, est un restaurant traditionnel bordelais ouvert en 1968 et proposant de la cuisine du Sud-Ouest.

## Historique
Ce restaurant a été créé en 1968 par Jean-Pierre Xiradakis. Ce dernier achète alors pour 700 francs un local de 40 m2 rue Porte de la Monnaie dans un quartier à l'époque essentiellement habité par des émigrés. Depuis 1968, le propriétaire de La Tupina a accompagné la renaissance des produits et des races traditionnelles du Sud-Ouest.
À La Tupina (chaudron en espagnol), il est parfois possible de trouver de nombreux plats traditionnels comme les pibales, le bœuf de Bazas, l'agneau de Pauillac, le grenier médocain, les asperges du Blayais, le haricot tarbais, le foie gras de la région et bien d'autres,,.
En 1985, Jean-Pierre Xiradakis a lancé l'association « Sauvegarde des traditions gastronomiques ». En 2008, La Tupina emploie une trentaine de salariés pour servir 40 000 repas par an avec un chiffre d'affaires de 3 millions d'euros.
En 2010, La Tupina, en association avec l'union des Côtes-de-bordeaux, est présent dans le pavillon France lors de l'exposition universelle de Shanghaï.
En 2019, Jean-Pierre Xiradakis cède La Tupina à son chef Franck Audu,.

## Reconnaissances
La Tupina a été distingué à plusieurs reprises pour la qualité de ses produits et de sa cuisine.
La critique culinaire Patricia Wells qualifie le restaurant de 2e meilleur bistrot du monde dans l'International New York Times en 1994. En 2014, le site américain Thrillist Media Group (en) attribue à Bordeaux la première place où « l'on mange le mieux » parmi 18 grandes villes dans le monde, La Tupina est citée parmi les bons restaurants de Bordeaux.

## Hôtes illustres
Alain Juppé, ancien maire de Bordeaux, indique retrouver à La Tupina la cuisine de son enfance landaise et notamment la sanquette.
Parmi les personnalités qui ont fréquenté La Tupina se trouvent 3 présidents de la République avec François Mitterrand, Jacques Chirac et Nicolas Sarkozy et un chef de gouvernement étranger, John Major.

## À voir